# Сельчук-хатун (дочь Кылыч-Арслана II)
Сельчук-хатун (араб. سَلْجُوقَةُ خَاتُونَ‎; ум. 1188) — дочь сельджукского султана Рума Кылыч-Арслана II, в первом браке жена Артукида Нуреддина Мухаммеда б. Кара-Арслан, а во втором — аббасидкого халифа ан-Насира.

## Биография
Источники приводят разные имена этой женщины: Ибн Джубайр — «Мелика Хатун» и «Сельчук Хатун», Ибн аль-Асир — «Сельчук Хатун», Бар-Эбрей — «Халатаита», учёный и историк из Багдада Ибн ас-Саи (1197—1276) — «эль-Ахлатие».

### Первый брак
Сельчук-хатун была дочерью сельджукского султана Рума Кылыч-Арслана II. О её жизни до первого брака информации нет. Первым мужем Сельчук-хатук был Артукид Хисн-Кайфы Нуреддин Мухаммед бен Кара-Арслан (правил в 1167—1185). Время заключения брака неизвестно. Как приданое она получила несколько сельджукских замков вблизи границ Артукидов (в регионе Ханзит, центром которого является Хартперт). Вскоре после заключения брака отношения тестя и зятя испортились, поскольку Кылыч-Арслан захватил Малатью (25 октября 1178 года), соседствующую с территориями Артукидов. Нуреддин Мухаммед обратился к  правителю Сирии Салах ад-Дину и получил обещание поддержки взамен на подчинение.
Как писали современники событий, Нуреддин Мухаммед уже через несколько месяцев после свадьбы отвернулся от своей жены Сельчук-хатун и плохо с ней обращался. Ибн аль-Асир (1160—1233/34) утверждал:
«Нуреддин Мухаммад <…> женился на дочери Кылыч-Арслана. Она оставалась с ним какое-то время, а потом он влюбился в певицу и женился на ней. <…> Он отвернулся от дочери Кылыч-Арслана и оставил её в забвении».
Михаил Сириец (ок. 1126—1199) также утверждал, что
«произошла распря между султаном Кылыч-Арсланом и его зятем Нуреддином, потому что последний развелся и прогнал дочь султана из-за сатанинской любви к некой гулящей».
Французский перевод аналогичен, но английский перевод текста несколько иной:
«произошла война между султаном и Нуреддином <…>, так как Нур ад-Дин ненавидел свою жену, которая была дочерью султана».
Бар-Эбрей (1226—1286) деталей не уточнял, написав:
«этот человек был зятем султана и он совершил великое безрассудство с дочерью султана и вовлек её в ситуацию адюльтера».
Историки называют женщину, ради которой Сельчук-хатун была отвергнута мужем, певицей или танцовщицей.
Не привыкшая к подобному пренебрежению, принцесса возмутилась и написала отцу.
Когда султан Кылыч-Арслан II узнал о неподобающем поведении своего зятя, он немедленно отправил к нему посла и потребовал либо вернуть приданое, либо покинуть певицу. Поскольку ответа не последовало, Кылыч-Арслан напал на зятя. Возможно, под этим предлогом Кылыч-Арслан планировал присоединение территории Артукидов к своим. Его армия вторглась на земли Мухаммеда. Испуганный Нуреддин попросил помощи у Салах ад-Дина, который направил письмо Кылыч-Арслану. По словам Ибн аль-Асира, в ответ султан повторил свои требования к зятю: Нуреддин удерживает несколько замков из приданого, которые должен вернуть. Но Салах-ад-Дин уже пообещал Нуреддину Мухаммеду помощь. Соглашение между султаном Кылыч-Арсланом II и Салах ад-Дином так и не было достигнуто. Салах ад-Дин отправился на территории сельджуков. К. Каэн писал, что Салах ад-Дин выступил против Кылыч-Арслана II и оккупировал турецкие земли сельджуков вплоть до Бесни и поэтому Кылыч-Арслан согласился на просьбу Салах ад-Дина о заключении соглашения.
Султан написал Салах ад-Дину, как Нуреддин обидел его дочь и писал, что «обязательно должен поехать в его страну и поставить его на место». Салах ад-Дин рассердился на посланника, который принёс ему это послание. Он велел передать султану, что находится в двух днях от Малатьи: «Скажи своему господину: я не слезу с лошади, пока не доберусь туда, а затем нападу на всю его страну и заберу её у него». На следующий день визирь султана Ихтияруддин Хасан написал Салах ад-Дину с просьбой о встрече и тот дал дозволение. Ихтияруддин Хасан прибыл и сказал: «Я говорю от своего имени, а не от имени моего господина, и прошу вас простить меня. Такому султану как вы не подходит это отвратительное дело». Ихтияруддин Хасан напомнил Салах ад-Дину, что люди ждут от него не борьбы с мусульманским правителем, а джихада. Кроме этого он сказал: «представьте, что Кылыч-Арслан умер, и его дочь послала меня к вам, ища у вас убежища». Выслушав, Салах ад-Дин сказал: «Клянусь, вы правы! Но этот человек (Нур ад-Дин) пришел ко мне. Я не могу оставить его сейчас». Салах ад-Дин предложил Ихтияруддину Хасану самому встретиться с Нуреддином Мухаммедом и договориться  с ним. При этом Салах ад-Дин обещал сказать Мухаммеду, что тот поступает плохо. На встрече было решено, что Мухаммед расстанется с певицей в течение года. В случае, если он не сделает этого, то не получит помощи от Салах ад-Дина. По-видимому, Нуреддин Мухаммед действительно отослал эту женщину.
Бар-Эбрей датировал конфликт 1180 годом.

### Второй брак
Через некоторое время после примирения с мужем, Сельчук-хатун отправилась в хадж, поскольку была огорчена тем, что стала причиной конфликта. На пути она со свитой остановилась в Багдаде. По словам Ибн аль-Саи,  она проезжала его в 579 году Хиджры (1183/84). Аббсидскому халифу Ан-Насиру Лидиниллаху сообщили о её красоте и он решил жениться на ней, но Сельчук-хатун отказалась, сказав, что она замужем. Принцесса покинула Багдад и отправилась в Мекку.   Ибн Джубайр ехал к Мекке в одном караване с Сельчук-хатун. По его словам, она «превосходила других своей знатностью», около 100 верблюдов везли её личные вещи, воду и провизию, кроме того, она снарядила 60 верблюдов для перевозки воды и пищи для раздачи паломникам. Путешественник предположил, что ей было около 25 лет. Он описал временное исчезновение Хатун, не понимая происходившего и путая Кылыч-Арслана с его отцом:
«мы отправились в Батн Марр <…> Мы оставались здесь и в пятницу, причина чего была удивительна, а именно: Малика Хатун, дочь эмира Масуда, правителя ад-Дараб (Ущелий), Армении и земель, граничащих со страной ар-Рум. Она отправилась в ночь на пятницу из Батн Марра  в Мекку со свитой из своих слуг и евнухов. В упомянутую пятницу её не оказалось на месте. Эмир отправил надежных людей из своих ближайших соратников разузнать о её пребывании, а сам с прочими паломниками стал её ожидать. Она появилась лишь в начале ночи на субботу. Отсутствие этой изнеженной госпожи вызвало поток предположений и стремление раскрыть её тайну».
Объяснение этого исчезновения и появления принцессы есть у Бар-Эбрея:
«Халиф послал в её свиту отряд всадников, как будто они тоже собирались поклоняться [в Мекке]. А когда хатун пожелала пойти другой дорогой, они помешали ей сделать это и силой вернули её».
Из этого можно заключить, что на обратном пути она решила изменить свой маршрут и вернуться через Сирию, опасаясь халифа. Ан-Насир ожидал этого, по приказу халифа её в пути сопровождали его люди, которые помешали ей сбежать. Когда она прибыла в Багдад из Мекки, пришло известие, что её муж Нуреддин Мухаммед скончался (1185). Препятствие к браку с халифом исчезло и у Сельчук-хатун больше не было отговорок. Она не хотела брака с халифом, но Ан-Насир приказал доставить её во дворец и женился на ней.
Несколько другое описание событий дал Ибн аль-Саи. По его словам,  после хаджа Сельчук-хатун вернулась домой в 580 году (1184/85). И лишь полтора года спустя к ней посватался халиф и они были обручены. Ан-Насир выслал за ней почётный эскорт. Она прибыла в Багдад, где был  заключен её брак с халифом, и он одарил её драгоценностями, «достойными халифов и правителей».
Халиф очень её любил. Она захотела дворец, как в Хлате, и он поручил визирю его построить. Дворец возводили 200 архитекторов и 2000 рабочих. В него перенесли двери старых дворцов и деревья из садов старых дворцов.
По словам профессора Университета Гази Ю. Будака, этому браку придаётся исключительное значение, поскольку он был заключён без каких-либо политических причин.

### Смерть
Вскоре после постройки дворца Сельчук-хатун умерла. Халиф был опечален её смертью и оплакивал жену три дня. По словам Ибн аль-Саи, халиф «несколько дней он не мог есть и пить». Согласно Ибн аль-Джаузи, «в течение трёх дней принимались соболезнования; присутствовали визирь, знатные люди, военачальники и ученые». Ибн аль-Саи, Ибн аль-Асир и Ибн аль-Джаузи датировали её смерть 2 Раби аль-ахира 584 года Хиджры (6 Июня 1188). Ещё при жизни она начала строить для себя мавзолей у пристани в Кархе рядом со святилищем потомков Али Авна и Муйина (сейчас называется Мавзолей Зубайды) у ворот Басры, но достроить не успела. Там она и была похоронена. Позже её мавзолей достроил халиф . Рядом он построил знаменитый рибат под названием «эр-Ремле», где была создана библиотека. Ан-Насир пожертвовал множество доходных объектов недвижимости на содержание рибата и её мавзолея. Ежегодно от её имени  раздавалась милостыня паломникам.
По словам Ибн аль-Саи, «в течение многих лет её дом оставался таким, каким он был, со всеми его драпировками и мебелью; его никогда не открывали и ничего из него не брали». После халиф приказал снести построенный для неё дворец и уничтожить сад.